# Margin Call
Margin Call (titulada en Hispanoamérica El precio de la codicia) es una película dramática estrenada el 21 de octubre de 2011 en Estados Unidos y España, y el 8 de marzo de 2012 en Argentina. Está protagonizada por Kevin Spacey, Paul Bettany, Jeremy Irons, Zachary Quinto, Penn Badgley, Simon Baker, Mary McDonnell, Demi Moore y Stanley Tucci, y dirigida y escrita por J. C. Chandor.

## Argumento
El analista de riesgo menor, Seth Bregman (Penn Badgley), el más veterano colega de Peter Sullivan (Zachary Quinto) y el jefe de la mesa de negociación, Will Emerson (Paul Bettany) ven cómo un equipo de recursos humanos temporal, contratado por la empresa, lleva a cabo un despido masivo sin previo aviso por una acción, justo en su piso de negociación, en el inicio de un día hábil por lo demás normal. Uno de los empleados despedidos es el jefe de Peter y Seth, Eric Dale (Stanley Tucci), que dirige la gestión de riesgos en el mismo piso. En su entrevista de salida, Dale intenta decirle a su ahora exempleador que la empresa debe buscar en lo que ha estado trabajando. Mientras Dale es escoltado fuera, le da a Peter Sullivan una memoria USB con un proyecto en el que había estado trabajando, diciéndole que «tenga cuidado» al tiempo que se sube al ascensor.
Esa noche, Peter Sullivan finaliza el proyecto de Eric Dale y descubre que la volatilidad actual de la empresa de valores de respaldados por hipotecas tóxicas, deudas de casas que no se están pagando, pronto superará los niveles de volatilidad histórica de las posiciones del banco. Debido a un apalancamiento excesivo, deuda para cubrir más deuda, si los activos de la empresa en valores respaldados por hipotecas disminuyen en un 25 %, la empresa va a sufrir una pérdida mayor que su capitalización de mercado. También descubre que, dada la longitud normal de tiempo en que la empresa lleva a cabo dichos valores, se debe producir esta pérdida en cualquier momento. Así Peter Sullivan alerta a Will Emerson, que llama al jefe junior Sam Rogers (Kevin Spacey) para una reunión de emergencia.
Los empleados permanecen en la firma en una serie de reuniones con cada vez más altos ejecutivos, durante todo el día y la noche, como el jefe de la división, Jared Cohen (Simon Baker), la jefa de gestión de riesgos, Sarah Robertson (Demi Moore) y, finalmente, el director general John Tuld (Jeremy Irons) para tomar una decisión al día siguiente. El plan de Jared Cohen es que la empresa venda rápidamente todos los activos tóxicos antes de que el mercado pueda reaccionar a la noticia de su falta de valor, lo que limita la exposición de la empresa, un curso favorecido por el jefe John Tuld, que es más firme en su postura que la objeción de Sam Rogers. Pero Rogers advierte a Cohen y Tuld que verter a la venta los activos tóxicos de la empresa, va a diversificar el riesgo en todo el sector financiero y destruir las relaciones de la empresa con sus clientes y contrapartes. Rogers también advierte a Cohen que sus clientes van a enterarse rápidamente de los planes de la empresa, una vez que se den cuenta de que la empresa sólo está vendiendo los valores respaldados por hipotecas tóxicas, sin comprar valores nuevos. Es decir, que no se trueque o intercambie una garantía hipotecaria para otro.
Finalmente localizan a Eric Dale, cuyo teléfono celular había sido inutilizado por la compañía y consiguieron convencerlo de regresar con la promesa de una cuota generosa y la amenaza de que su paquete de indemnización sería cuestionado de no hacerlo. Mientras tanto, se revela que Robertson, Cohen y Tuld eran conscientes de los riesgos en las semanas previas a la crisis. Tuld planea ofrecer la renuncia de Robertson a la junta y los trabajadores como chivo expiatorio ante la posibilidad de una quiebra de la empresa.
Antes de que los mercados abran en la mañana, después de planear lo que harán durante toda la noche, Rogers dice a sus agentes comerciantes que recibirán bonos de siete cifras si logran una reducción del 93 % en ciertas clases de activos MBS en una «venta de fuego». Admite que los comerciantes están poniendo fin a sus carreras mediante la destrucción de las relaciones con sus clientes. Mientras tanto, Robertson y Dale se sientan en una oficina, se les paga generosamente por no hacer nada durante el día para evitar que se extiendan rumores de problemas de la empresa; Robertson se defiende enérgicamente diciendo que advirtió de los riesgos en el pasado. 
Emerson logra cerrar las posiciones, pero sus contrapartes están cada vez más agitados y sospechosos a medida que el día avanza. Después de horas de negociación final, Rogers observa al mismo equipo humano comenzar otra ronda de despidos en su planta. Se enfrenta a Tuld en el área ejecutiva de comedor y presenta su renuncia, pero Tuld rechaza sus renuncia afirmando que la crisis actual no es realmente diferente de diversos accidentes y los mercados bajistas del pasado en Wall Street, que las fuertes ganancias y las pérdidas son simplemente parte del ciclo económico por la naturaleza del mercado de valores y los fondos especulativos. Convence a Rogers de permanecer en la empresa durante dos años más, con la promesa de que juntos podrán hacer una gran cantidad de dinero a partir de esa crisis. Sullivan es traído por Cohen, y Tuld informa a Rogers que promoverá a Sullivan, por descubrir y anticipar lo que pasaría con las deudas que la empresa maneja.
En la escena final, Rogers es visto en el jardín delantero de su exmujer por la noche, enterrando a su perro que ha muerto de cáncer —él se había quedado con el perro, pero pensaba que ya que este había pasado la mayor parte de su vida allí, allí debía ser enterrado—. Su exmujer sale y le comenta que la firma financiera del hijo de ambos, había sufrido un duro golpe ese día, pero había conseguido salir adelante.

## Reparto
- Kevin Spacey como Sam Rogers.
- Paul Bettany como Will Emerson.
- Jeremy Irons como John Tuld.

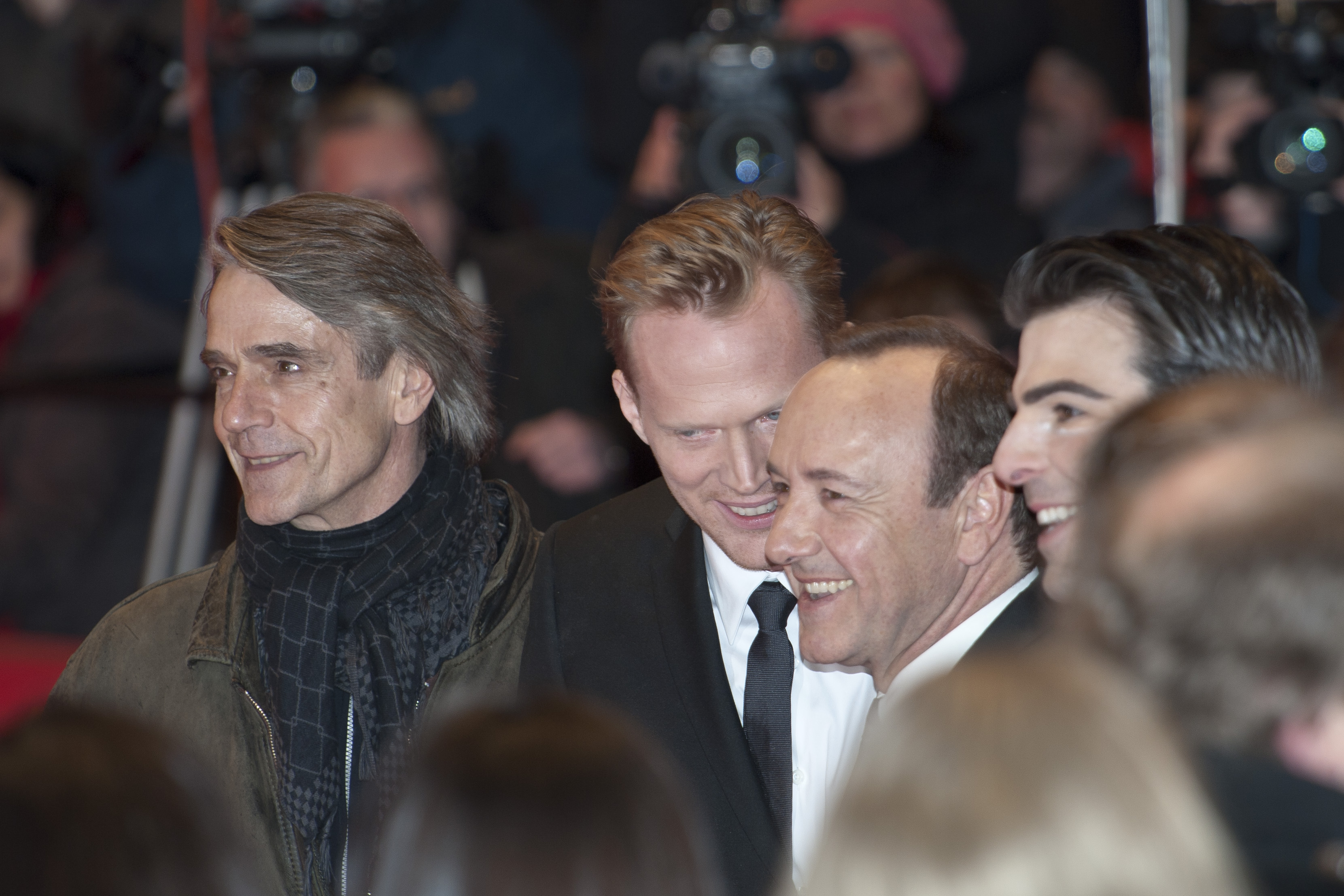
Jeremy Irons, Paul Bettany, Kevin Spacey y Zachary Quinto (de izquierda a derecha), en el Festival de Cine de Berlín de 2011, presentando la película.

- Zachary Quinto como Peter Sullivan.
- Penn Badgley como Seth Bregman.
- Simon Baker como Jared Cohen.
- Mary McDonnell como Mary Rogers.
- Demi Moore como Sarah Robertson.
- Stanley Tucci como Eric Dale.

## Producción
Se empezó a rodar el 10 de julio de 2010. Se filmó íntegramente en la ciudad de Nueva York, Estados Unidos. El personaje de Jeremy Irons fue inicialmente ofrecido a Ben Kingsley, pero éste tuvo que declinar la oferta debido a problemas de agenda. Tim Robbins y Billy Crudup estuvieron interesados en formar parte del reparto del film, pero finalmente no pudieron participar debido a sus compromisos previos con otras producciones. Carla Gugino iba a interpretar a Sarah Robertson pero tuvo que abandonar el proyecto en el último minuto, Demi Moore fue su sustituta.
La película está inspirada en el suceso ocurrido con Lehman Brothers en Estados Unidos y en la posterior crisis económica de 2008-2011 a nivel mundial. Zachary Quinto actúa y a su vez produce la cinta, junto a sus socios Corey Moosa y Neal Dodson, a través de su compañía «Before The Door Pictures».

### Distribución
Según la compañía Lions Gate Entertainment el filme también fue estrenado simultáneamente en cines y en formato VOD, generando unos ingresos de entre 1.7 y 2 millones de dólares y superando la cifra de 250 000 alquileres en cuatro semanas. Gracias al éxito de Margin Call en este formato algunas distribuidoras se plantean el VOD como una nueva forma de promoción de sus largometrajes sin grandes presupuestos ni aspiraciones comerciales excesivas, atrayendo a más audiencia y generando beneficios.

## Recepción

### Respuesta crítica
Según la página de Internet Rotten Tomatoes obtuvo un 85 % de comentarios positivos, llegando a la siguiente conclusión: «Inteligente y sólidamente interpretada, Margin Call convierte la complicada crisis financiera de 2008 en un apasionante y estimulante drama». Roger Ebert escribió que «Margin Call utiliza a un reparto excelente que convierte la charla sobre finanzas en diálogos atractivos. También consiguen reflejar la enormidad de lo que está pasando». Carlos Boyero describió la película como un «potente retrato de los tiburones financieros. (...) explica con lucidez y profundidad (...) Margin Call transmite mucho miedo. Lo logra con el retrato creíble de esos personajes». Según la página de Internet Metacritic obtuvo críticas positivas, con un 76 %, basado en treinta y dos comentarios de los cuales veintisiete son positivos. Según la página de Internet Sensacine, las críticas españolas la valoraron de manera positiva, recopiló un total de cuatro críticas sobre ella recibiendo una nota media de tres sobre cinco.

### Premios
Premios Óscar
| Año  | Categoría            | Persona      | Resultado |
| ---- | -------------------- | ------------ | --------- |
| 2011 | Mejor guion original | J.C. Chandor | Candidato |

Fue presentada en el Festival de Cine de Berlín, Alemania, el 12 de febrero de 2011, dentro de la sección oficial de largometrajes a concurso y fue elegida como una de las candidatas al Golden Bear. También fue presentada en el Festival de Cine de Sundance, Estados Unidos, el 25 de enero de 2011. Fue galardonada en el New York Film Critics Circle Awards como «mejor película». J.C. Chandor fue premiado en el National Board of Review como «mejor dirección debut», asimismo fue nombrada como una de las diez mejores películas independientes del año.

### Taquilla
Estrenada en 56 cines estadounidenses debutó en vigésima posición con 561 000 dólares, con una media por sala de 10 034 dólares, por delante de El camino y por detrás de Abduction. Recaudó en Estados Unidos cinco millones de dólares. Sumando las recaudaciones internacionales la cifra asciende a dieciséis millones. El presupuesto estimado invertido en la producción fue de 3.5 millones. En la siguiente tabla se muestran los nueve primeros países donde mayores cifras obtuvo:
| País           | Recaudación (en USD) |
| -------------- | -------------------- |
| Estados Unidos | 5 354 039            |
| España         | 2 449 037            |
| Australia      | 1 837 529            |
| Francia        | 1 560 973            |
| Alemania       | 1 317 722            |
| Rusia          | 755 548              |
| Reino Unido    | 557 951              |
| Polonia        | 364 811              |
| Hong Kong      | 341 118              |